# Bąk smugowany
Bąk smugowany, bączek smugowany (Botaurus involucris) – gatunek średniej wielkości ptaka z podrodziny bąków (Botaurinae) w obrębie rodziny czaplowatych (Ardeidae), zamieszkujący Amerykę Południową. Nie wyróżnia się podgatunków.
WyglądDziób i nogi żółtawozielone. Ogólne upierzenie bladożółte, z kontrastowymi, czarnymi kreskami na wierzchu ciała. Czapeczka czarna. Gardło białe, na spodzie ciała białe pasy. W locie widoczne rdzawe lotki I rzędu, z ciemną plamą u nasady.
RozmiaryDługość ciała 28–35 cm; masa ciała 63–104 g.
Zasięg, środowiskoAmeryka Południowa – Kolumbia, Wenezuela, Trynidad i region Gujana; południowo-wschodnia Boliwia, Paragwaj i południowa Brazylia po środkową Argentynę, zachodnio-środkowe Chile. Zamieszkuje słodko- i słonowodne mokradła na nizinach.
ZachowaniePłochliwy, dobrze łażący po łodygach wodnej roślinności i zamierający w bezruchu w razie niebezpieczeństwa, dzięki czemu doskonale się maskuje. Lata nisko i dość wolno uderza skrzydłami.
StatusMiędzynarodowa Unia Ochrony Przyrody (IUCN) uznaje bąka smugowanego za gatunek najmniejszej troski (LC, Least Concern) nieprzerwanie od 1988 roku. Organizacja Wetlands International w 2006 roku uznawała globalny trend liczebności populacji za stabilny, choć u niektórych populacji nie był on znany.